# Budîșcea, Hluhiv
Budîșcea (în ucraineană Будища) este un sat în comuna Banîci din raionul Hluhiv, regiunea Sumî, Ucraina.

## Demografie
Componența lingvistică a localității Budîșcea
     Ucraineană (94,04%)
     Rusă (5,96%)
Conform recensământului din 2001, majoritatea populației localității Budîșcea era vorbitoare de ucraineană (94,04%), existând în minoritate și vorbitori de rusă (5,96%).